# Wahlkreis Erzgebirge 1
Der Wahlkreis Erzgebirge 1 (Wahlkreis 12) ist ein Landtagswahlkreis in Sachsen. Er umfasst die Städte Lugau, Oelsnitz/Erzgeb., Stollberg/Erzgeb., Thalheim/Erzgeb. und Zwönitz sowie die Gemeinden Auerbach, Burkhardtsdorf, Erlbach-Kirchberg, Gornsdorf, Hohndorf, Hormersdorf, Jahnsdorf/Erzgeb., Neukirchen/Erzgeb., Niederdorf und Niederwürschnitz und damit einen Teil des Erzgebirgskreises. Zwischen 1994 und 2009 bestand der Wahlkreis unter der Bezeichnung Wahlkreis Stollberg. Bei der letzten Landtagswahl (im Jahr 2024) waren 56.630 Einwohner wahlberechtigt.

## Wahlkreisgebiet
Das Wahlkreisgebiet um die Städte Stollberg, Thalheim und Lugau blieb seit 1994 weitestgehend unverändert. Zur Landtagswahl 2004 kam mit Oelsnitz eine Stadt zum Wahlgebiet hinzu, seit 2014 ist die Stadt Zwönitz einem anderen Wahlkreis zugeordnet. Vorläufer des Wahlkreises Stollberg waren die Wahlkreise Chemnitz, Land II – Stollberg II und Stollberg I.
In der folgenden Tabelle sind die Veränderungen des Wahlkreisgebietes zwischen 1994 und 2024 dargestellt.
| Wahljahr | Städte und Gemeinden | Zugang                                              | Abgang | Wahlberechtigte |
| -------- | --- | --------------------------------------------------- | --- | --------------- |
| 2024     | Amtsberg, Auerbach, Burkhardtsdorf, Gornsdorf, Hohndorf, Jahnsdorf, Lugau/Erzgeb., Neukirchen/Erzgeb., Niederdorf, Niederwürschnitz, Oelsnitz, Stollberg/Erzgeb., Thalheim/Erzgeb. |                                                     | | 56.630          |
| 2019     | Amtsberg, Auerbach, Burkhardtsdorf, Gornsdorf, Hohndorf, Jahnsdorf, Lugau/Erzgeb., Neukirchen/Erzgeb., Niederdorf, Niederwürschnitz, Oelsnitz, Stollberg/Erzgeb., Thalheim/Erzgeb. |                                                     | | 58.934          |
| 2014     | Amtsberg, Auerbach, Burkhardtsdorf, Gornsdorf, Hohndorf, Jahnsdorf, Lugau/Erzgeb. (Eingemeindung von Erlbach-Kirchberg), Neukirchen/Erzgeb., Niederdorf, Niederwürschnitz, Oelsnitz, Stollberg/Erzgeb., Thalheim/Erzgeb. | Amtsberg (vom Wahlkreis Mittleres Erzgebirge)       | Zwönitz (Eingemeindung von Hormersdorf) (zum Wahlkreis Erzgebirge 3)                                      | 61.632          |
| 2009     | Auerbach, Burkhardtsdorf, Erlbach-Kirchberg, Gornsdorf, Hohndorf, Hormersdorf, Jahnsdorf, Lugau/Erzgeb., Neukirchen/Erzgeb., Niederdorf, Niederwürschnitz, Oelsnitz, Stollberg/Erzgeb., Thalheim/Erzgeb. und Zwönitz |                                                     | | 73.456          |
| 2004     | Auerbach, Burkhardtsdorf (Eingemeindung von Kemtau und Meinersdorf), Erlbach-Kirchberg (Eingemeindung von Ursprung), Gornsdorf, Hohndorf, Hormersdorf, Jahnsdorf (Eingemeindung von Leukersdorf), Lugau/Erzgeb., Neukirchen/Erzgeb. (Eingemeindung von Adorf), Niederdorf, Niederwürschnitz, Oelsnitz (Eingemeindung von Neuwürschnitz), Stollberg/Erzgeb. (Eingemeindung von Beutha), Thalheim/Erzgeb. und Zwönitz (Eingemeindung von Brünlos) | Hohndorf und Oelsnitz (Wahlkreis Chemnitzer Land 2) | Dorfchemnitz (Wahlkreis Freiberg 1), Einsiedel (Wahlkreis Chemnitz 3), Klaffenbach (Wahlkreis Chemnitz 4) | 76.139          |
| 1999     | Adorf/Erzgeb., Auerbach, Beutha, Brünlos, Burkhardtsdorf, Dorfchemnitz, Einsiedel, Erlbach-Kirchberg, Gornsdorf, Hormersdorf, Jahnsdorf, Kemtau, Klaffenbach, Leukersdorf/Erzgeb., Lugau/Erzgeb., Meinersdorf, Neukirchen/Erzgeb., Neuwürschnitz, Niederdorf, Niederwürschnitz, Stollberg/Erzgeb., Thalheim/Erzgeb., Ursprung und Zwönitz |                                                     | | 70.332          |
| 1994     | Adorf/Erzgeb., Auerbach, Beutha, Brünlos, Burkhardtsdorf, Dorfchemnitz, Einsiedel, Erlbach-Kirchberg, Gornsdorf, Hormersdorf, Jahnsdorf, Kemtau, Klaffenbach, Leukersdorf/Erzgeb., Lugau/Erzgeb., Meinersdorf, Neukirchen/Erzgeb., Neuwürschnitz, Niederdorf, Niederwürschnitz, Stollberg/Erzgeb., Thalheim/Erzgeb., Ursprung und Zwönitz |                                                     | | 66.794          |

## Wahl 2024
Die Landtagswahl 2024 führte zu folgendem Ergebnis:
| Direktkandidat   | Partei              | Erststimmen in % | Zweitstimmen in % |
| ---------------- | ------------------- | ---------------- | ----------------- |
| Stephan Weinrich | CDU                 | 33,7             | 33,3              |
| Katja Dietz      | AfD                 | 37,4             | 34,6              |
| Barbara Drechsel | Die Linke           | 3,3              | 2,4               |
| Philipp Riese    | GRÜNE               | 1,3              | 1,6               |
| Silvio Heider    | SPD                 | 4,1              | 5,4               |
| Marvin Seidel    | FDP                 | 0,9              | 0,7               |
| Peter Schmidt    | Freie Wähler        | 7,9              | 2,7               |
| –                | Die Partei          | –                | 0,5               |
| –                | Piraten             | –                | 0,1               |
| –                | ÖDP                 | –                | 0,1               |
| –                | BüSo                | –                | 0,0               |
| –                | Tierschutz hier!    | –                | 1,0               |
| –                | dieBasis            | –                | 0,1               |
| –                | Bündnis C           | –                | 0,5               |
| –                | Bündnis Deutschland | –                | 0,2               |
| Thomas Thamm     | BSW                 | 10,6             | 12,9              |
| Wolfgang Schmidl | Freie Sachsen       | 0,9              | 3,1               |
| –                | V-Partei3           | –                | 0,1               |
| –                | WU                  | –                | 0,3               |

## Wahl 2019
Vorläufiges Ergebnis der Landtagswahl am 1. September 2019 im Wahlkreis 13 – Erzgebirge 1:
(Ergebnisse in Prozent)
| Direktkandidat   | Partei               | Direktstimmen | Listenstimmen |
| ---------------- | -------------------- | ------------- | ------------- |
| Rico Anton       | CDU                  | 36,8          | 36,2          |
| Susann Schöniger | Die Linke            | 11,5          | 10,0          |
| Susanne Ebert    | SPD                  | 6,4           | 7,0           |
| Thomas Dietz     | AfD                  | 31,0          | 32,6          |
| Heiko Reinhold   | GRÜNE                | 4,8           | 4,2           |
| –                | NPD                  | –             | 0,9           |
| Colin Jakob      | FDP                  | 3,6           | 3,5           |
| Udo Gärtner      | Freie Wähler         | 5,8           | 4,0           |
| –                | Tierschutz           | –             | 1,6           |
| –                | Piraten              | –             | 0,1           |
| –                | Die PARTEI           | –             | 1,2           |
| –                | BüSo                 | –             | 0,1           |
| –                | ADPM                 | –             | 0,2           |
| –                | Blaue Partei         | –             | 0,3           |
| –                | KPD                  | –             | 0,1           |
| –                | ÖDP                  | –             | 0,2           |
| –                | Die Humanisten       | –             | 0,1           |
| –                | PDV                  | –             | 0,1           |
| –                | Gesundheitsforschung | –             | 0,6           |

| Wahlberechtigte | 58.937 |
| Wahlbeteiligung | 67,9 % |

## Wahl 2014
Amtliches Endergebnis der Landtagswahl am 31. August 2014 im Wahlkreis 13 – Erzgebirge 1:
(Ergebnisse in Prozent)
| Direktkandidat       | Partei          | Direktstimmen | Listenstimmen |
| -------------------- | --------------- | ------------- | ------------- |
| Rico Anton           | CDU             | 41,6          | 44,3          |
| Klaus Tischendorf    | Die Linke       | 23,8          | 19,2          |
| Ronny Kienert        | SPD             | 8,9           | 10,6          |
| Christian Hertig     | FDP             | 2,4           | 2,8           |
| Heiko Reinhold       | GRÜNE           | 4,3           | 3,1           |
| Erhard Löffler       | NPD             | 5,4           | 5,8           |
| –                    | Tierschutz      | –             | 0,9           |
| Karsten Kay Reulecke | Piraten         | 0,7           | 0,7           |
| –                    | BüSo            | –             | 0,0           |
| –                    | DSU             | –             | 0,1           |
| Thomas Dietz         | AfD             | 10,2          | 10,6          |
| –                    | pro Deutschland | –             | 0,1           |
| Andreas Ahner        | Freie Wähler    | 2,8           | 1,3           |
| –                    | Die PARTEI      | –             | 0,4           |

| Wahlberechtigte | 61.632 |
| Wahlbeteiligung | 49,7 % |

## Wahl 2009
| Amtliches Endergebnis der Landtagswahl am 30. August 2009 in Sachsen im Wahlkreis 016 Stollberg (Ergebnisse in Prozent) |

| Direktkandidat      | Partei          | Erststimmen in % | Zweitstimmen in % |
| ------------------- | --------------- | ---------------- | ----------------- |
| Uta Windisch        | CDU             | 43,8             | 42,8              |
| Klaus Tischendorf   | Die Linke       | 27,6             | 22,7              |
| Marie-Luise Apostel | SPD             | 7,6              | 8,9               |
| Mario Löffler       | NPD             | 6,6              | 5,9               |
| Christian Seidel    | FDP             | 9,4              | 9,1               |
| Heiko Reinhold      | GRÜNE           | 4,9              | 3,7               |
| -                   | Tierschutz      | -                | 2,2               |
| -                   | PBC             | -                | 0,7               |
| -                   | BüSo            | -                | 0,1               |
| -                   | DSU             | -                | 0,1               |
| -                   | REP             | -                | 0,3               |
| -                   | Freie Sachsen   | -                | 1,3               |
| -                   | FP Deutschlands | -                | 0,1               |
| -                   | Humanwirtschaft | -                | 0,1               |
| -                   | Piraten         | -                | 1,6               |
| -                   | SVP             | -                | 0,3               |

## Wahl 2004
Die Landtagswahl 2004 hatte folgendes Ergebnis:
| Direktkandidat    | Partei       | Erststimmen in % | Zweitstimmen in % |
| ----------------- | ------------ | ---------------- | ----------------- |
| Uta Windisch      | CDU          | 42,3             | 44,0              |
| Klaus Tischendorf | PDS          | 25,1             | 22,3              |
| Elke Stadler      | SPD          | 8,9              | 9,0               |
| Heiko Reinhold    | GRÜNE        | 2,9              | 2,6               |
| Ronny Reicher     | NPD          | 11,4             | 12,2              |
| Dietmar Rummel    | FDP          | 5,4              | 5,0               |
| -                 | DSU          | -                | 0,3               |
| -                 | PBC          | -                | 1,1               |
| -                 | GRAUE        | -                | 0,6               |
| -                 | BüSo         | -                | 0,3               |
| -                 | AUFBRUCH     | -                | 0,5               |
| -                 | DGG          | -                | 0,4               |
| -                 | Tierschutz   | -                | 1,7               |
| Gaby Kägebein     | REP          | 0,9              | -                 |
| Gunter Böhm       | Freie Wähler | 3,1              | -                 |

## Wahl 1999
Die Landtagswahl 1999 hatte folgendes Ergebnis:
| Direktkandidat    | Partei          | Erststimmen in % | Zweitstimmen in % |
| ----------------- | --------------- | ---------------- | ----------------- |
| Uta Windisch      | CDU             | 57,8             | 60,4              |
| Elke Stadler      | SPD             | 13,8             | 11,3              |
| Klaus Tischendorf | PDS             | 22,7             | 19,6              |
| Heiko Reinhold    | GRÜNE           | 1,8              | 1,5               |
| Dietmar Weber     | FDP             | 1,2              | 0,7               |
| -                 | BüSo            | -                | 0,1               |
| -                 | DSU             | -                | 0,2               |
| -                 | GRAUE           | -                | 0,2               |
| -                 | REP             | -                | 1,2               |
| -                 | FP Deutschlands | -                | 0,0               |
| -                 | Pro DM          | -                | 2,4               |
| -                 | KPD             | -                | 0,0               |
| Ronny Häßler      | NPD             | 2,6              | 1,7               |
| -                 | FORUM           | -                | 0,1               |
| -                 | PBC             | -                | 0,4               |

## Wahl 1994
Die Landtagswahl 1994 hatte folgendes Ergebnis:
| Direktkandidat    | Partei | Erststimmen in % | Zweitstimmen in % |
| ----------------- | ------ | ---------------- | ----------------- |
| Stephan Reber     | CDU    | 58,0             | 63,5              |
| Manfred Plobner   | SPD    | 19,8             | 17,4              |
| -                 | FDP    | -                | 1,3               |
| Elke Hollmann     | GRÜNE  | 6,0              | 3,4               |
| -                 | DSU    | -                | 0,6               |
| Jens Lange        | REP    | 2,0              | 1,4               |
| -                 | FORUM  | -                | 0,5               |
| Klaus Tischendorf | PDS    | 14,1             | 11,7              |
| -                 | SP     | -                | 0,3               |

## Bisherige Abgeordnete
Direkt gewählte Abgeordnete des Wahlkreises Stollberg waren:
| Jahr | Name          | Partei | Anteil der Erststimmen |
| ---- | ------------- | ------ | ---------------------- |
| 2019 | Rico Anton    | CDU    | 36,8 %                 |
| 2014 | Rico Anton    | CDU    | 41,6 %                 |
| 2009 | Uta Windisch  | CDU    | 43,8 %                 |
| 2004 | Uta Windisch  | CDU    | 42,3 %                 |
| 1999 | Uta Windisch  | CDU    | 57,8 %                 |
| 1994 | Stephan Reber | CDU    | 58,0 %                 |

## Landtagswahlen 1990–2019
Die Ergebnisse der Landtagswahlen seit 1990 im Gebiet des Wahlkreises Erzgebirge 1/Stollberg waren (Zweit- bzw. Listenstimmen):
| Partei        | 1990 | 1994 | 1999 | 2004 | 2009 | 2014 | 2019 |
| ------------- | ---- | ---- | ---- | ---- | ---- | ---- | ---- |
| CDU           | 56,7 | 62,3 | 59,2 | 44,0 | 42,8 | 44,3 | 36,2 |
| PDS/Die Linke | 7,3  | 12,3 | 20,6 | 22,3 | 22,7 | 19,2 | 10,0 |
| AfD           |      |      |      |      |      | 10,6 | 32,6 |
| SPD           | 17,6 | 18,0 | 11,6 | 9,0  | 8,9  | 10,6 | 7,0  |
| NPD           | 0,6  | -    | 1,7  | 12,2 | 5,9  | 5,8  | 0,9  |
| FDP           | 5,3  | 1,5  | 0,7  | 5,0  | 9,1  | 2,8  | 3,5  |
| GRÜNE         | 3,2  | 3,2  | 1,4  | 2,6  | 3,7  | 3,1  | 4,2  |
| Sonstige      | 9,3  | 2,7  | 4,8  | 4,9  | 6,9  | 3,6  | 5,6  |